# Spornhüttling
Die Einöde Spornhüttling ist ein Ortsteil des Marktes Mitterfels im niederbayerischen Landkreis Straubing-Bogen. Sie liegt eineinhalb Kilometer nordwestlich des Ortskerns von Mitterfels und zwischen Mitterfels und Miething.

## Einwohnerentwicklung
- 1838: 0 5 Einwohner[2]
- 1860: 0 5 Einwohner[3]
- 1871: 0 5 Einwohner[4]
- 1875: 0 4 Einwohner[5]
- 1885: 0 4 Einwohner[6]
- 1900: 0 9 Einwohner[7]
- 1913: 0 6 Einwohner[8]
- 1925: 0 4 Einwohner[9]
- 1950: 0 5 Einwohner[10]
- 1961: 0 5 Einwohner[11]
- 1970: 0 6 Einwohner[12]
- 1987: 0 3 Einwohner[1]

## Kirchensprengel
Der Ort wurde 1832/33, zur gleichen Zeit wie Höllmühl, Kastenfeld, Kleinkohlham, Reinbach, Haidbühl, Reiben und Uttendorf, von der katholischen Pfarrei Haselbach nach Mitterfels umgepfarrt.